# Cinees
Cinees (Cineas, Kinéas, Κινέας) fou un polític d'origen tessali, amic i ministre del rei Pirros de l'Epir. Era un home molt eloqüent i els seus discursos recordaven els de Demòstenes. Pirros deia que les paraules de Cinees havien conquerit més ciutats que les seves armes.
Encara que fou filòsof no s'hi va dedicar professionalment. Va dirigir una ambaixada a Roma després de la batalla d'Heraclea (280 aC) i es va dirigir a tots i cadascun dels senadors pel seu nom; va oferir regals als senadors i les seves dones (que foren rebutjats) i les condicions ofertes foren la llibertat de la Magna Grècia i de les nacions al sud del Samni, retornant Roma el territoris arrabassats a aquestes nacions. L'eloqüència de Cinees quasi va convèncer el Senat, però la d'Appi Claudi Cec ho va impedir.
El 278 aC va tornar a ser enviat com a negociador, aquesta vegada en termes menys durs pels romans, i les seves negociacions van tenir èxit.
Després va anar a Sicília amb Pirros i probablement va morir abans del 276 aC